# Chiesa del Sacro Cuore di Gesù (Torreglia)
La chiesa del Sacro Cuore di Gesù è la parrocchiale di Torreglia, in provincia e diocesi di Padova; fa parte del vicariato di Abano Terme.

## Storia
Nel 1077 la primitiva cappella di Torreglia venne posta sotto la protezione dell'imperatore Enrico IV dai vescovi Odone e Benno.
Da un atto del 1212 si apprende che essa era intitolata a San Savino, mentre della decima papale del 1297 che dipendeva dalla pieve di San Martino di Luvigliano.
Il vescovo Nicolò Ormanetto, durante la sua visita pastorale del 1572, rilevò che la chiesa, sede di una parrocchia, versava in pessime condizioni, tanto che alcune sue parti necessitavano di una ricostruzione; questi lavori di rifacimento vennero condotti nel XVII secolo, mentre il 28 maggio 1713 fu impartita la consacrazione dal vescovo Giorgio Corner.
All'inizio del Novecento si decise di costruire una nuova chiesa di maggiori dimensioni; nel 1912 fu acquistato il terreno dove farla sorgere e il 18 maggio dell'anno seguente venne posta la prima pietra, nella quale si pose una pergamena recitante le seguenti parole: "Sotto il Pontificato di Pio X gloria e vanto di questa veneta regione, regnando S. M. Vittorio Emanuele III di Savoia, essendo Vescovo di Padova S. E. Ill.ma e REv.ma Mons. Luigi Pelizzo, Parroco di Torreglia D. A. Simonato, Sindaco il sig. Arturo Gastaldello, nella fausta ricorrenza del 16º centenario dell'editto di Costantino il Grande, Torreglia volenterosa e concorde si accinge all'erezione di questa Chiesa, rispondente ai suoi impellenti bisogni". Nel 1915, però, quando i lavori erano già arrivati a buon punto, un forte vento distrusse ciò che era stato realizzato sino a quel momento.
Nel 1926, a causa di un cedimento del terreno e all'apertura di molte crepe nei muri, la struttura venne demolita e iniziò la sua riedificazione; l'opera fu compiuta nel 1930 e consacrata nel 1945 dal vescovo Carlo Agostini.
Il nuovo altare postconciliare, in pietra di Custoza, venne realizzato nel 2012; nello stesso anno si provvide alla costruzione dell'ambone.

## Descrizione

### Esterno
La facciata a capanna della chiesa, in mattoni a faccia vista, abbellita da archetti pensili e suddivisa da una cornice in due registri, entrambi tripartiti da quattro paraste, presenta in quello inferiore il portale d'ingresso lunettato e due finestre e in quello superiore una trifora centrale e due altre finestre laterali.

### Interno
L'interno dell'edificio si compone di un'unica navata, sulla quale si affacciano le cappelle laterali e le cui pareti sono scandite da lesene e caratterizzate da archi a tutto sesto che introducono le già menzionate cappelle; al termine dell'aula si sviluppa il presbiterio, a sua volta chiuso dall'abside.
Qui sono conservate diverse opere di pregio, tra le quali gli affreschi eseguiti dai fratelli Armando e Galliano Migliolaro nel 1943 e la pala con soggetto l'Adorazione dei Magi, eseguita dalla scuola del Mantegna imitando un'omonima tela del maestro.